# Wanted (manga)
Pour les articles homonymes, voir Wanted.
Wanted est un shōjo manga japonais écrit et illustré par Matsuri Hino prépublié au Japon dans le magazine LaLa et publié en un volume en 2005 aux éditions Hakusensha.

## Synopsis
Armeria est une chanteuse orpheline. Alors que son groupe se produit chez le gouverneur général Lanceman, la jeune fille rencontre son neveu Luce. Armeria succombe au charme du jeune homme, mais son bonheur est éphémère puisqu’un peu plus tard dans la soirée, il est enlevé par le pirate Skulls. Elle se jure alors de retrouver son amour. Huit ans plus tard, déguisée en garçon, Armeria, qui se fait désormais appeler Alto, rejoint l'équipage de Skulls en tant que jeune mousse.

## Personnages
- Armeria/Alto
- Skar/Luce Lanceman